# Cervoni Partîzanî, Nosivka
Cervoni Partîzanî (în ucraineană Червоні Партизани) este localitatea de reședință a comunei Cervoni Partîzanî din raionul Nosivka, regiunea Cernihiv, Ucraina.

## Demografie
Componența lingvistică a localității Cervoni Partîzanî
     Ucraineană (98,98%)
     Alte limbi (1,03%)
Conform recensământului din 2001, majoritatea populației localității Cervoni Partîzanî era vorbitoare de ucraineană (98,98%), existând în minoritate și vorbitori de alte limbi.